# Panthera tigris
El tigre (Panthera tigris) es una de las especies de la subfamilia de los panterinos (familia Felidae) pertenecientes al género Panthera. Se encuentra solamente en el continente asiático; es un predador carnívoro y es la especie de félido más grande del mundo junto con el león, pudiendo alcanzar ambos un tamaño comparable al de los fósiles de félidos de mayor tamaño.
Existen seis subespecies de tigre, de las cuales la de Bengala es la más numerosa; sus ejemplares constituyen cerca del 80 % de la población total de la especie; se encuentra en la India, Bangladés, Bután, Birmania y Nepal. Es una especie en peligro de extinción, y en la actualidad, la mayor parte de los tigres en el mundo viven en cautiverio. El tigre es el animal nacional de Bangladés y la India.
Es un animal solitario y territorial que generalmente suele habitar bosques densos, pero también áreas abiertas, como sabanas. Normalmente, el tigre caza animales de tamaño medio o grande, generalmente ungulados. En las seis diferentes subespecies existentes del tigre, hay una variación muy significativa del tamaño. Los tigres machos tienen un tamaño mucho mayor que el de las hembras. Análogamente, el territorio de un macho cubre generalmente un área mayor que el de una hembra.

## Descripción

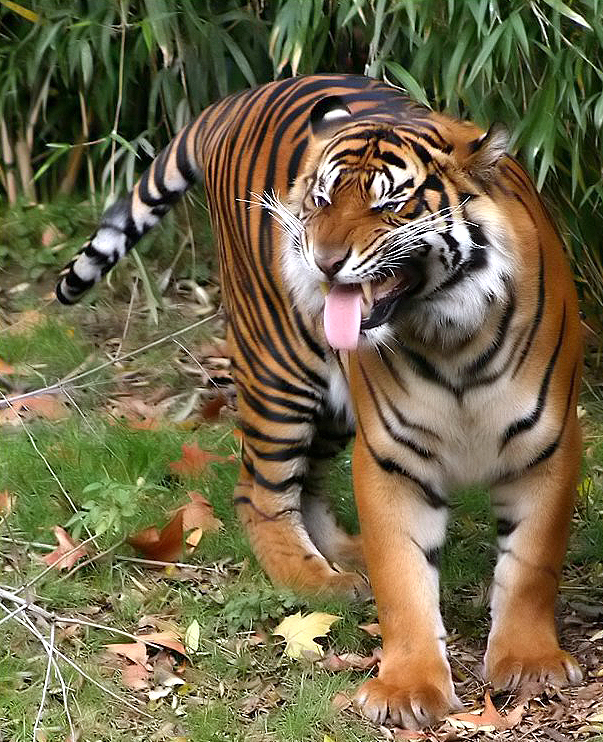
Ejemplar de tigre de Sumatra.

El tamaño de los tigres y demás características varían de una subespecie a otra. En estado salvaje, los tigres machos tienen un peso que oscila entre los 47 y los 258 kg y una longitud de 190-330 cm incluyendo la cola, que mide entre 60 y 110 cm, y de 61 hasta 122 cm de altura a la cruz. Mientras tanto, las hembras, mucho más pequeñas, tienen un peso de 24-167 kg y una longitud total de 177-275 cm. Actualmente, la subespecie más pequeña es el tigre de Malasia, mientras que la de mayor tamaño es el tigre de Bengala. La longitud total de los machos es de 270-310 cm mientras que la de las hembras es de 240-265 cm; la cola mide unos 85-100 cm de largo y la altura a los hombros de 58-110 cm.
La mayoría de los tigres tienen un pelaje naranja o leonado, un área intermedia y ventral blanquecina y las rayas varían en tono desde marrón oscuro hasta el negro. La forma y cantidad de las rayas varían según su sexo (si es hembra la cantidad de rayas es menor), aunque la mayoría de los tigres suelen tener menos de 100 rayas. El patrón de rayas es único en cada ejemplar y es posible utilizar esto para identificar a un individuo, de la misma forma que las huellas dactilares se utilizan para identificar a una persona. Sin embargo, debido a lo difícil que es registrar el patrón de rayas en un tigre salvaje, este no es el método más usado para la identificación de un tigre. Probablemente, la función de las rayas es el camuflaje, siendo útil para ocultarse de sus posibles presas. El patrón de rayas también se encuentra en la piel del tigre, por lo que, si es afeitado, sus rayas distintivas pueden ser observadas.
Como la mayoría de los félidos, se cree que los tigres tienen cierta visión del color. Por otra parte, su visión nocturna es muy aguda merced a la membrana especular ubicada en la retina, la cual focaliza la poca luz de la noche.
Al igual que los otros miembros de su género, el tigre tiene la capacidad de rugir. A diferencia de otros félidos, aunque a semejanza del jaguar, el tigre es un excelente nadador; puede sorprender y cazar presas en el agua.

## Territorio
Los tigres adultos suelen ser ferozmente territoriales y cazan mucho. Las tigresas pueden tener un territorio de 20 km², mientras que el territorio de los machos es mucho más extenso, cubriendo un área promedio de 80 km²; sin embargo, el tamaño del territorio depende de las diferentes poblaciones del tigre, siendo más grandes los territorios pertenecientes a los tigres del sudeste de Rusia que los de cualquier otra subespecie de tigre. Los tigres machos pueden permitir la entrada de varias hembras a su territorio, hasta el punto de compartir una presa e incluso alimentarse después que la hembra (en el caso del león, ocurre exactamente todo lo contrario, pues es el macho dominante el primero en alimentarse); pero no toleran la entrada de otros tigres machos en su territorio. Debido a su naturaleza agresiva, los conflictos territoriales entre tigres son violentos y pueden terminar con la muerte de uno de los machos, aunque este tipo de muertes son menos frecuentes de lo que se cree, pues en la mayoría de las luchas por el territorio los machos terminan prácticamente ilesos. Para marcar su territorio el macho rocía la orina u otras secreciones sobre los árboles.
Existen varias técnicas para estudiar al tigre en estado salvaje; hace algunos años las poblaciones de tigres eran calculadas por los moldes de yeso tomados de sus huellas. En la actualidad el collar radiotransmisor se ha vuelto un instrumento muy popular para el estudio del tigre en estado salvaje.

## Reproducción

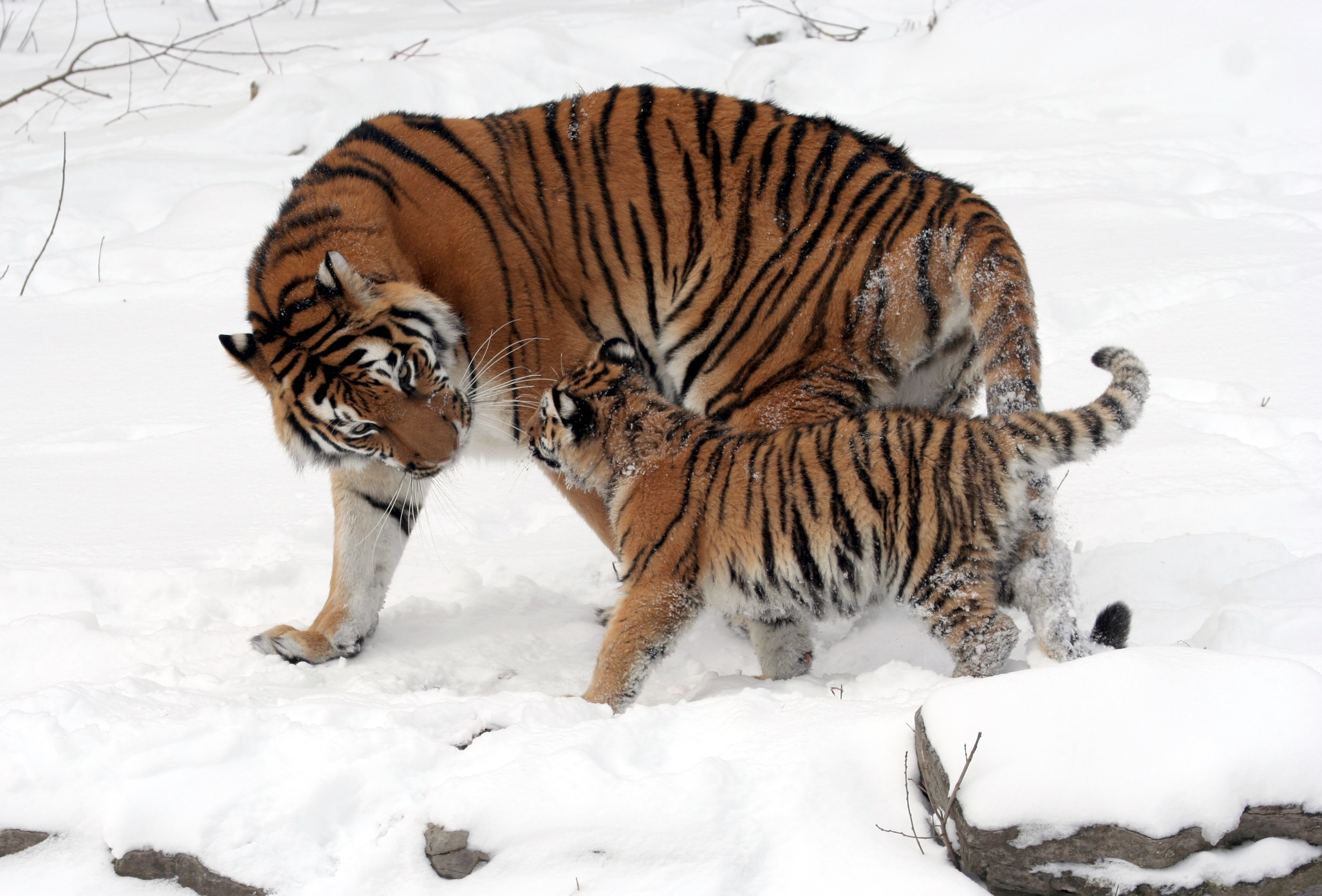
Tigresa con su cachorro

Una hembra es receptiva solo por algunos días, y el apareamiento puede ocurrir varias veces durante este tiempo. La gestación tiene una duración aproximada de 103 días, y tras pasar este periodo, la hembra da a luz de una a seis crías de menos de un kilogramo de peso.
Los machos adultos pueden llegar a matar crías para hacer a las hembras receptivas.
Al cumplir las ocho semanas de edad, las crías están listas para salir de su guarida y seguir a su madre. Los ejemplares jóvenes se vuelven independientes aproximadamente a los dieciocho meses de edad, pero hasta una edad aproximada de entre los dos años y los dos años y medio no se separan definitivamente de su madre. Los tigres alcanzan la madurez sexual a los tres o cuatro años de edad. Las tigresas jóvenes generalmente establecen su territorio muy cerca del de su madre, mientras que los machos tienden a vagar en busca de un territorio, que adquieren normalmente mediante luchas con el macho dueño de cierto territorio. Las tigresas suelen dar a luz un número similar de hembras y machos durante toda su vida.
Los tigres son bien criados en parques zoológicos u otros lugares de conservación, y, solo en Estados Unidos, la población de tigres en cautividad es tan grande como el número total de tigres en estado salvaje.[cita requerida]

## Dieta

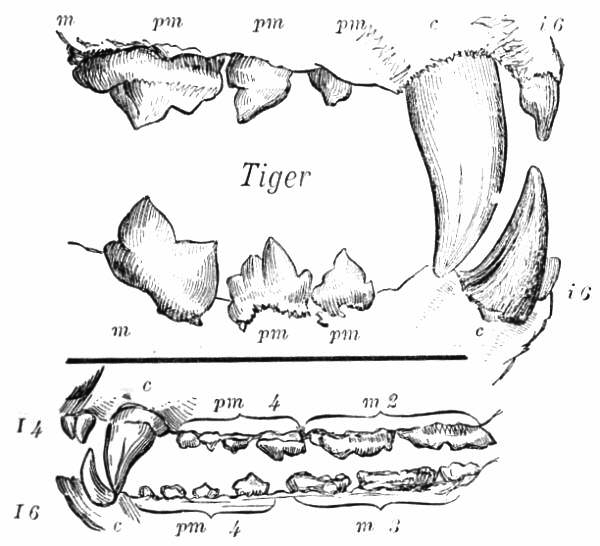
Dentición del tigre. Sus largos colmillos son utilizados para la matanza de las presas; también son utilizados para rasgar la carne.

En libertad, los tigres se alimentan sobre todo de ungulados de gran tamaño, aunque, como muchos otros depredadores, los tigres son oportunistas y no desprecian presas de pequeño tamaño, como monos, pavos reales, liebres e incluso peces. En Siberia, las principales presas del tigre son el uapití, el jabalí, el ciervo shika, el corzo y el ciervo almizclero, mientras que en la isla de Sumatra el ciervo de Timor, el jabalí y el tapir malayo son las presas cazadas con más frecuencia por el tigre de Sumatra. También son capaces de cazar grandes herbívoros, como gaures, búfalos acuáticos y alces.
Entre sus presas habituales también se encuentran algunos otros grandes depredadores como hienas rayadas, lobos, cuones, pitones reticuladas, pitones indias, osos tibetanos, osos bezudos, osos malayos, cocodrilos siameses, gaviales y falsos gaviales; mientras que en algunas ocasiones atacan a guepardos, leopardos y cocodrilos de las marismas, aunque a los nombrados félidos solo los devoran en situaciones de escasez de comida, ya que normalmente los atacan por considerarlos competidores por las presas y por representar un peligro para sus crías, pero no los comen. Se conocen casos de tigres que han cazado cocodrilos de agua salada, aunque se trata de casos raros ya que ambos depredadores evitan encontrarse, pero cuando el cocodrilo se encuentra en tierra o en aguas poco profundas, se convierte en una potencial presa de un tigre adulto. Por otra parte, los tigres de Amur y los osos pardos son una seria amenaza recíproca y ambos tienden a evitarse. Sin embargo, las estadísticas señalan que el tigre es el ganador más frecuente en las batallas entre ambos animales, pues los osos cazados por los tigres suelen ser ejemplares jóvenes o hembras, considerablemente más pequeñas que los osos machos. En 2015 The Moscow Times publicó la noticia de un tigre siberiano salvaje matando a un oso pardo cerca del Parque Nacional de Amur. Los casos de peleas entre estos animales no son muy frecuentes, pues, además de que se evitan, tanto el tigre siberiano como el oso pardo de Amur han visto su población ha sido reducida por la acción del hombre.
En cuanto a los leones, actualmente no existe ningún lugar donde coexistan naturalmente con tigres, pero históricamente ambas especies coexistieron en gran parte de Asia. Al vivir los leones en manadas (aunque más pequeñas que las africanas), eran los tigres quienes debían evitarlos mientras que, encontrándose esporádicamente ambos en solitario, era el tigre quien corría con ventaja ante el león. En algunas ocasiones, los tigres han depredado a leopardos y guepardos, pero eso no ocurre con el león; sin embargo, cuando compartían territorio competían por las presas y se consideraban mutuamente peligrosos para sus crías.
Una tigresa adulta es capaz de dar muerte a un gaur adulto por sí sola, a pesar de tener un peso menor a la sexta parte del peso total del gaur adulto.
El sambar y el jabalí son las presas más frecuentes del tigre en India; los elefantes asiáticos y los rinocerontes indio, de Java y de Sumatra jóvenes son cazados por los tigres de forma ocasional, la mayoría de las veces cuando son desprotegidos por sus manadas. Se conoce un caso en que un tigre cazó a una hembra adulta de rinoceronte indio y a su cría. Los elefantes adultos son animales demasiado grandes, fuertes y peligrosos como para ser una presa del tigre.
Los tigres prefieren cazar presas del tamaño del sambar, el gaur o el búfalo acuático, ya que proporcionan carne por varios días, evitando la necesidad de otra caza. En todas sus poblaciones, el tigre es el máximo depredador y no compite en igualdad de condiciones con otros carnívoros, con excepción de osos pardos que le superen en tamaño y peso, del perro salvaje asiático, que compensa su carencia de fuerza con el número, y en el pasado con el león, que tiene un tamaño similar y además vive en manadas. Los cocodrilos de agua salada y el de las marismas, al ser acuáticos, no compiten por las presas con los tigres, ya que más allá de que muchas veces se alimentan de las mismas especies, lo hacen en distintas zonas de un ecosistema. Un tigre hambriento y desesperado puede atacar a cualquier cosa que considere alimento potencial, incluso pequeños vertebrados como algunas especies de anfibios, aves, mamíferos, peces y reptiles.

## Métodos de caza

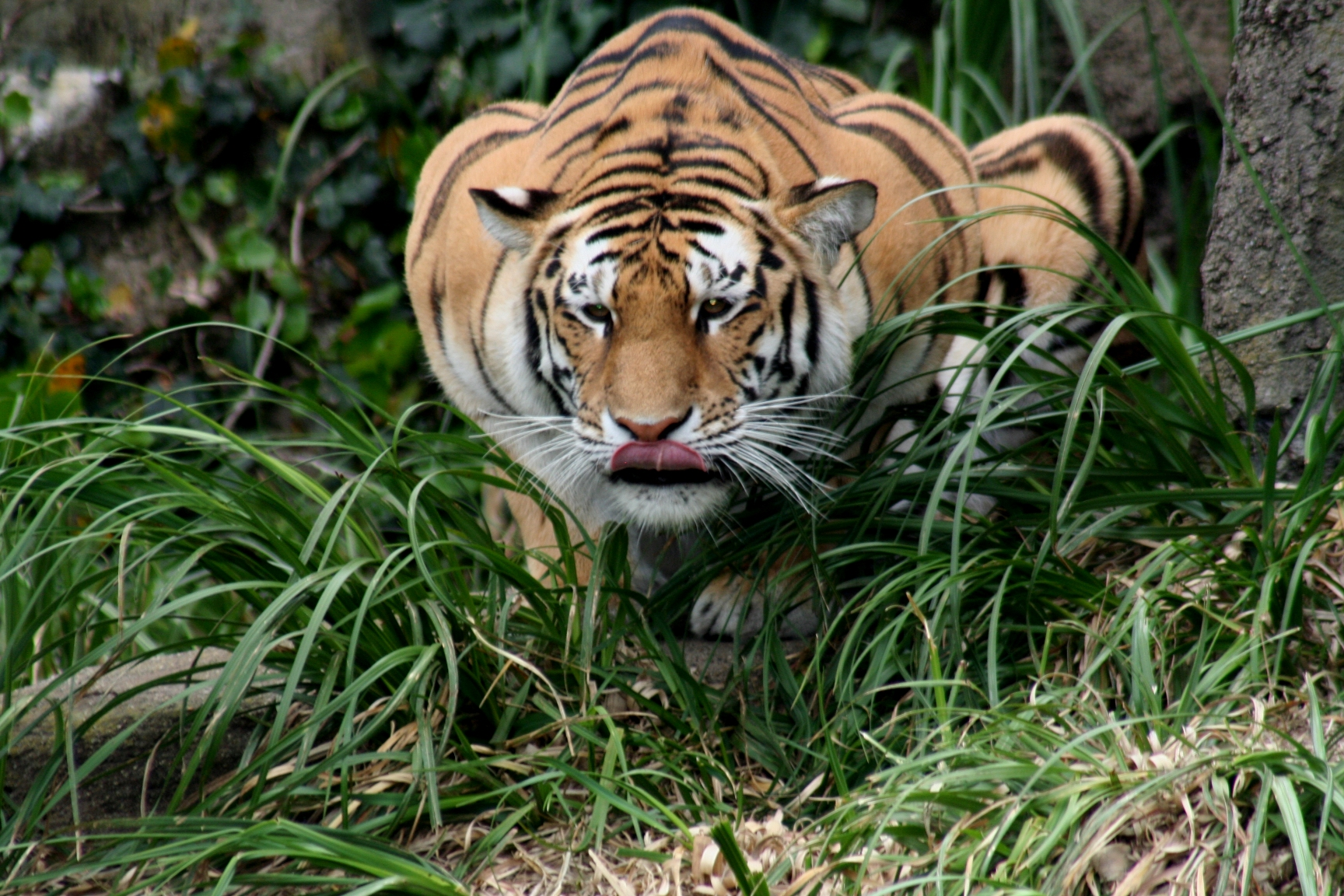
Tigre acechando su presa.

Normalmente los tigres buscan cazar herbívoros de gran tamaño; algunos ejemplos son los ciervos sambar, los cerdos salvajes, gaures, búfalos acuáticos y ganado doméstico. Se sabe que los tigres viejos o heridos son los más propensos a atacar al ganado doméstico o a seres humanos; estos tigres son llamados comúnmente "tigres ataca-hombres", lo que conduce muchas veces a que estos panterinos sean terriblemente eliminados por el hombre. Se sabe que en los pantanos de Sundarbans ubicados en Bangladés y el estado indio de Bengala, que es donde ocurren más incidentes como los mencionados, muchos tigres sanos y en perfectas condiciones han buscado atacar a seres humanos; esto en gran medida se debe a la enorme densidad demográfica humana en tales regiones, que provoca una superposición de los territorios de caza de los tigres y los territorios habitados por los humanos.

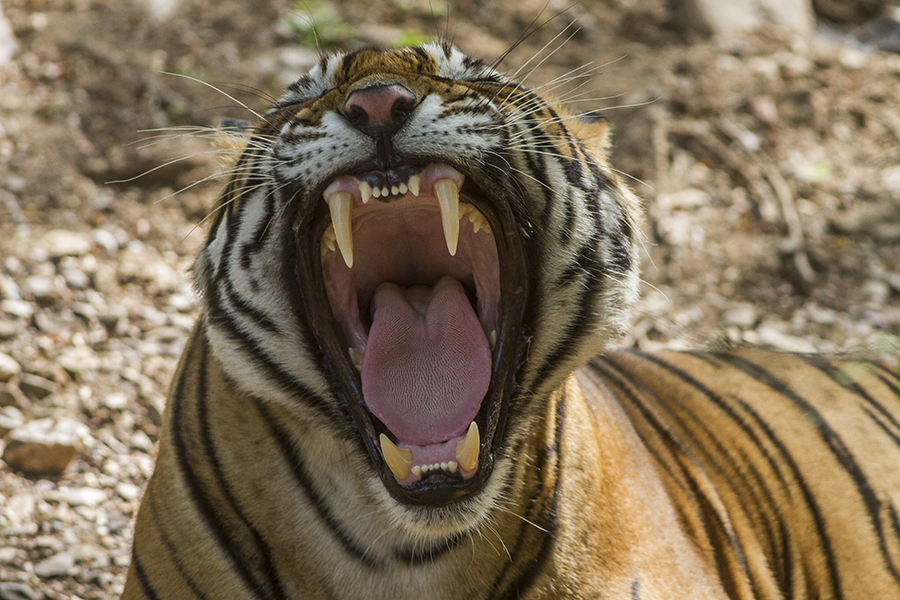
Tigre adulto de Ranthambhore, India, mostrando su mandíbula

El tigre usa su tamaño y fuerza para golpear a su posible presa y abatirla. A pesar de su gran tamaño, los tigres pueden alcanzar velocidades de hasta 90 km/h (los tigres de Amur son capaces de alcanzar dicha velocidad en una corta carrera sobre la nieve siberiana). También utiliza sus músculos para sostener y derribar a sus presas, especialmente si es grande, como un gaur. Una vez que el animal está en suelo, el tigre muerde la parte posterior del cuello, generalmente rompiendo la médula espinal, o perforando la tráquea, dándole a su presa una muerte casi inmediata.
Los tigres adultos son capaces de dar saltos de hasta cinco metros de altura, o de nueve o diez metros de longitud, lo que lo convierte en uno de los mamíferos que más alto pueden saltar (solo detrás del puma en cuanto a la capacidad de salto[cita requerida]).
Las garras del tigre (que suelen medir alrededor de 7,5 cm de largo), combinadas con la fuerza que puede utilizar para golpear, lo hacen capaz de matar a un rumiante adulto con un solo golpe.

### Antropofagia
Los casos de tigres que han incluido al hombre en su dieta no son infrecuentes, aunque posiblemente éstos hayan sido muy exagerados.
Las razones que llevan a un tigre a adoptar esta conducta son las mismas que la de los leones en África, y pueden ser la senectud del depredador, la superposición del territorio antrópico con el de caza del panterino, ser molestado, la defensa de cachorros durante la época de cría o simplemente la comodidad por presas "fáciles" y abundantes, como son los niños y jóvenes de las aldeas. Hay casos registrados en India (Sundarbans), Sumatra y Borneo. El tigre de Bengala es el que tiene la peor reputación, siendo algunos ejemplares tristemente célebres, como el tigre de Champawat, causante de la muerte de 430 personas y que fue finalmente abatido por el cazador y naturalista Jim Corbett. Al observar su deteriorada dentadura, Corbett pudo inferir que el tigre había perdido sus facultades para la caza de sus presas naturales, orientándose hacia otras más fáciles. Otros casos ocurridos con el tigre de Amur en Siberia también están documentados aunque son más escasos. Durante la primera mitad de 2014 se reportaron cuatro ataques de tigres en el parque nacional Sunderbans.

## Riesgo de extinción

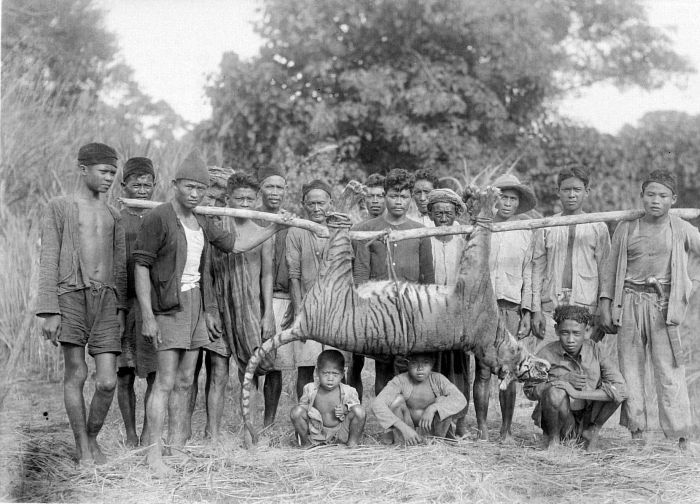
Cazadores sostienen a un tigre de java muerto, 1941.

En la actualidad, el mayor enemigo para el tigre es el hombre.
Los huesos, y prácticamente todas las partes del cuerpo del tigre han sido usados en la medicina tradicional china, aunque en la actualidad esta práctica ha sido prohibida.
La caza ilegal para la obtención de la piel y la destrucción de su hábitat han reducido de forma considerable la población salvaje del tigre. Se estima que en el año 1900 existían alrededor de cien mil tigres en estado salvaje, distribuidos desde la península de Anatolia hasta la isla de Bali; en 1993 quedaban siete mil, los dos tercios de ellos en la India; en 2013 se calculaba que la población salvaje del tigre era de unos tres mil ejemplares, mientras que en cautividad se estima que existen aproximadamente veinte mil.
En 2016, un informe del WWF estimó que el número total de tigres en estado salvaje había aumentado por primera vez en los cien años anteriores, pasando de los tres mil doscientos que se calculaban en el año 2010 a tres mil ochocientos noventa en el año 2016. El objetivo anunciado entonces por los movimientos conservacionistas sería duplicar la población global de tigres para el año 2022.

## Evolución

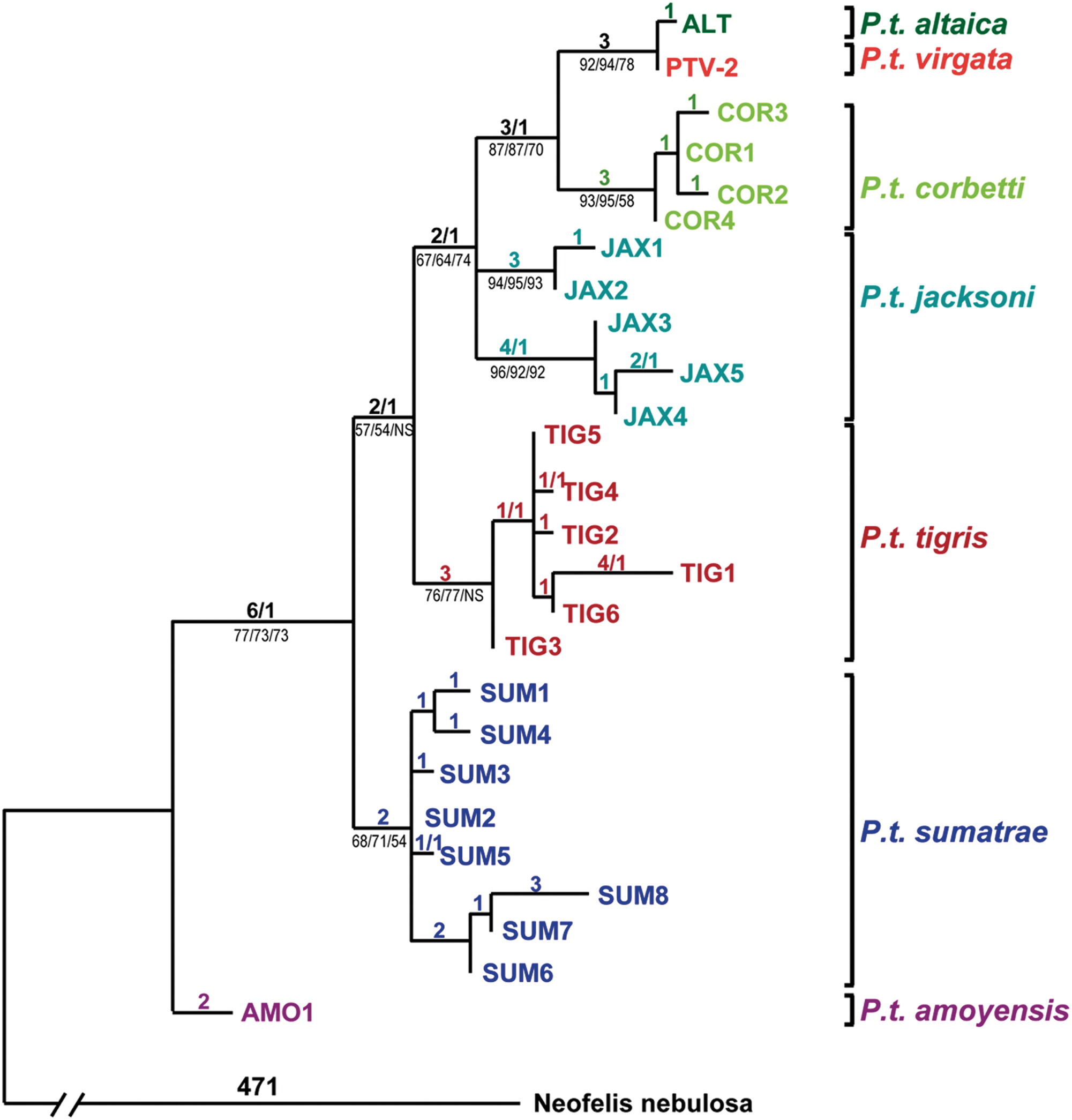
Relaciones filogenéticas del tigre.

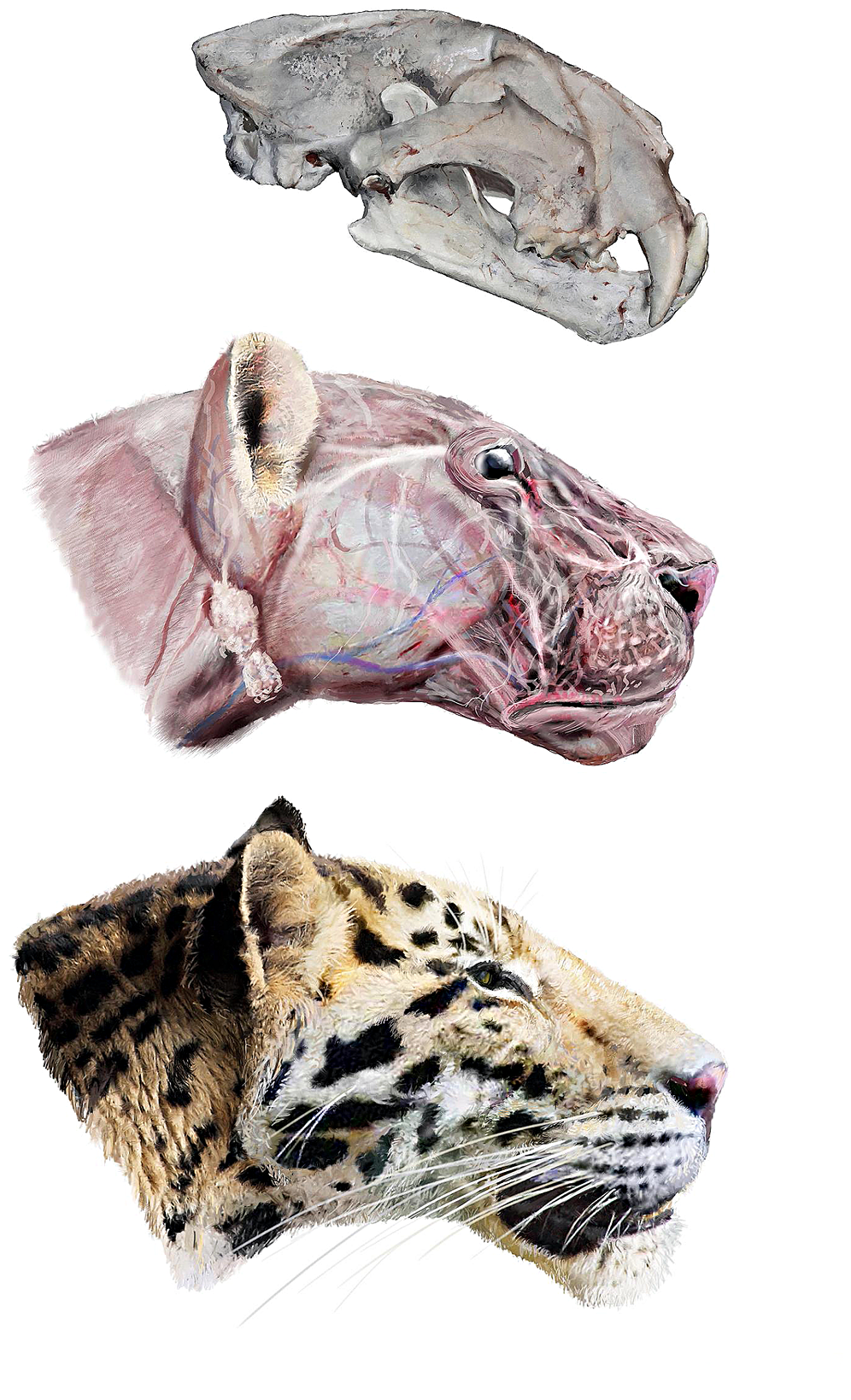
Restauración de Panthera zdanskyi, un pariente extinto cuyos más antiguos restos fueron encontrados en el noroeste de China, lo que sugiere el origen del linaje de tigre.

Debido a que la evolución del tigre sigue siendo confusa, no se sabe mucho sobre su registro fósil. Los fósiles más antiguos confirmados del género Panthera fueron descubiertos en 2010 en el Tíbet y clasificados en 2013 como Panthera blytheae, poseen una antigüedad de 4,1 a 5,9 millones de años. La importancia de estos fósiles radica en el hecho de que refuerzan la teoría que establece que los félidos pertenecientes a la Subfamilia Pantherinae se originaron en Asia central y no en África. Los restos más antiguos del tigre hasta ahora conocidos fueron encontrados y descritos en 2011 en China, específicamente en la provincia de Gansu y datan de aproximadamente dos millones de años atrás, a principios del pleistoceno, con Panthera zdanskyi, un félido primitivo y de menor tamaño que un tigre, también conocido como "tigre de Longdan". Los restos más antiguos de tigres verdaderos provienen de Java, y tienen entre 1,6 y 1,8 millones de años de antigüedad. Una subespecie, conocida como tigre de Trinil (Panthera tigris trinilensis), apareció hace aproximadamente 1,2 millones de años, y fue encontrada en Trinil (Java). El tigre llegó a la India y el norte de Asia a finales del pleistoceno, hace unos 10 000 años. Los tigres fósiles también fueron encontrados en una isla al este de Beringia (aunque no en el continente americano) y la isla de Sajalín. También fueron encontrados algunos fósiles en Japón, restos que indican que el tigre japonés no era más grande que las subespecies más recientes del tigre.

## Subespecies

Un tigre de Bengala en reserva de Bandhavgarh en la India.

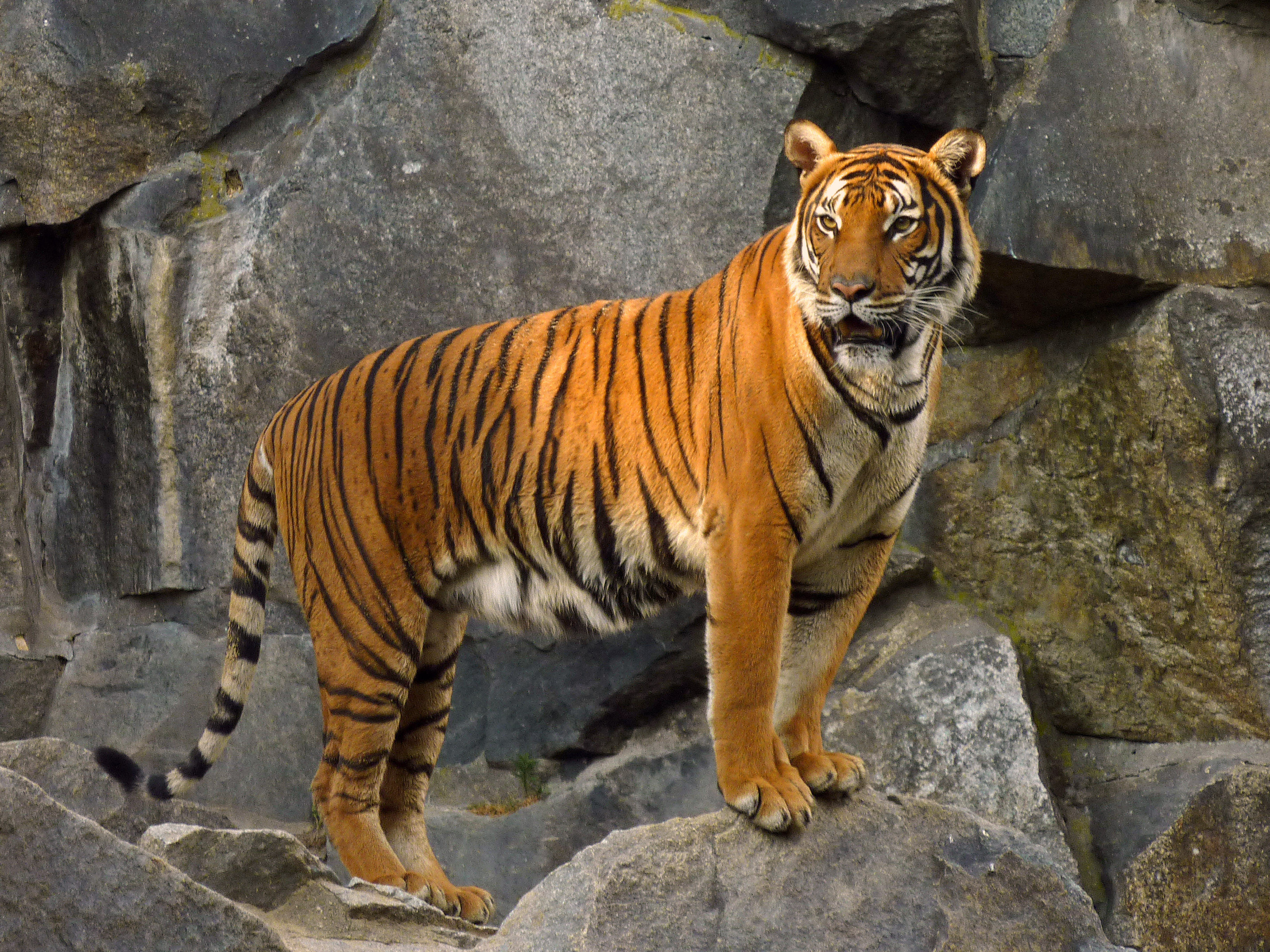
Tigre de Indochina.

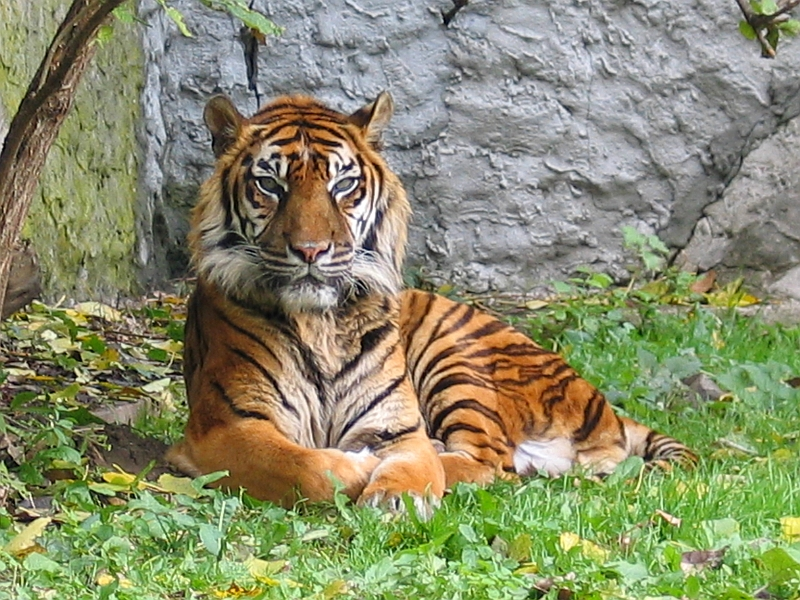
Tigre de Sumatra.

Nueve subespecies de tigre habitaron Asia en tiempos recientes, de las cuales tres están extintas y otra corre un grave peligro de extinguirse en un futuro no muy lejano. Su distribución histórica (muy reducida en la actualidad) pasó principalmente por Rusia, Irán, Afganistán, India, China y el Sudeste Asiático, incluyendo las islas indonesas. Las siguientes son las subespecies sobrevivientes del tigre, en orden de población salvaje:
- El tigre de Bengala, también conocido como tigre real o tigre indio (P. t. tigris), se encuentra en la India, Bangladés, Nepal, Bután y Birmania. Se le puede encontrar en lugares variados, desde selvas húmedas hasta sabanas. El gobierno indio estima que la población total del tigre de Bengala podría ser de alrededor de 2000 ejemplares salvajes, de los cuales, unos 1706[29] se encontrarían en la India.[30][31] En 1972, la India lanzó el Proyecto tigre, con el fin de proteger la población del tigre en India. El proyecto dio resultado por un tiempo, pues aumentó la población del tigre de Bengala de 1200 ejemplares en los años 1970, a más de 3000 en los años 1990, y es considerado como uno de los proyectos para la conservación de la fauna más exitosos. Sin embargo, aun cuando esta subespecie de tigre es la más numerosa, sigue estando bajo una severa amenaza de ser exterminado, pues la destrucción de su hábitat y la caza furtiva (que han vuelto a aumentar debido a la pérdida de efectividad del proyecto) han causado que en los últimos años, la población de este tigre haya disminuido de forma considerable. El tigre indio es una de las subespecies de mayor tamaño, con un peso de 175-260 kg en el caso de los machos y de 100-160 kg en el de las hembras.[32] Sin embargo, los tigres que habitan Nepal y el norte de India, suelen tener un mayor tamaño que el de los que habitan el centro del subcontinente indio y los Sundarbans.
- El tigre de Indochina, también llamado tigre de Corbett (P. t. corbetti), se encuentra en Camboya, China, Laos, Birmania, Tailandia y Vietnam. Las estimaciones sobre su población total en estado salvaje son variables, por lo que no se sabe con certeza cuál es su número exacto, aunque se cree que en la actualidad podría estar entre los 700 y los 1300 individuos. La mayor población de tigres indochinos se encuentra en Malasia, donde la caza ilegal ha sido controlada; sin embargo, todas las poblaciones se encuentran amenazadas por la fragmentación de hábitat y la endogamia. Los tigres indochinos son más pequeños y de pelaje más oscuro que los tigres indios; los machos tienen un peso de 150-190 kilogramos, mientras que las hembras, de menor tamaño, pesan 100-130 kilogramos.[33]
- El tigre malayo (P. t. jacksoni), encontrado exclusivamente en el este de la península de Malaca, no fue considerado como una subespecie auténtica hasta el año 2004. Los estudios más recientes señalan que su población salvaje podría ser de poco más de 500 tigres, cifra que lo ubica en la tercera subespecie de tigre más numerosa, detrás del tigre de Bengala y el de Indochina. El tigre malayo es un animal nacional en Malasia. El peso promedio calculado para los machos es de 120 kg, mientras que el de las hembras es de 100 kg.[34]
- El tigre de Sumatra (P. t. sumatrae) se encuentra solamente en la isla indonesia de Sumatra. Se estima que su población salvaje está entre los 400 y los 500 ejemplares, y se le encuentra principalmente en los parques nacionales de la isla. Los últimos análisis de ADN revelan la existencia de ciertas características génicas únicas, indicando que el tigre de Sumatra está en el límite entre la subespecie y su separación como nueva especie diferente del resto de tigres si no se extingue antes.[35] Por esta razón, se ha sugerido que deberían destinarse aún más esfuerzos para la conservación del tigre de Sumatra que las subespecies restantes. La destrucción de su hábitat (que continúa incluso en parques nacionales supuestamente protegidos) es su principal amenaza; además, entre 1998 y 2000, 66 tigres fueron muertos a disparos, lo que constituye aproximadamente el 20 % de su población total. Entre las subespecies actuales del tigre, la de Sumatra es la de menor tamaño, con un peso de 100-140 kg en los machos y 75-110 kg en las hembras. Su pequeño tamaño se debe a una adaptación a los densos bosques de la isla de Sumatra, donde él habita. El 3 de febrero de 2007, una tigresa de Sumatra preñada fue capturada por la gente en la aldea de Rokan Hilir, en la provincia de Riau. Algunos funcionarios de la conservación de la fauna están planeando el traslado de la tigresa al parque zoológico de Bogor, en Java.
- El tigre de Amur (P. t. altaica), también llamado tigre siberiano, de Manchuria, o del norte de China se encuentra en la región de Amur, en el Extremo Oriente de Siberia, donde actualmente es una especie protegida. El último censo (realizado en 2014) por la World Wildlife Fund (WWF) reveló que la población salvaje del tigre de Amur consta de alrededor de 400 ejemplares,[36] población que en la actualidad, sigue siendo más o menos estable. Es considerado el félido más grande del mundo (a excepción del ligre, un híbrido entre un león y una tigresa), el ejemplar más grande cazado en estado salvaje fue un macho con un peso de 384 kg y un ejemplar en cautividad alcanzó los 465 kg; sin embargo, el peso promedio para los machos es de 225 kg, y para las hembras de 127 kg.[37] Un ejemplar de solo seis meses de edad, puede ser tan grande como un leopardo adulto. Se caracteriza por poseer una gruesa capa de grasa (especialmente en invierno), además de un pelaje leonado, más pálido que el de las demás subespecies; así como un menor número de rayas.
- El tigre del sur de China (P. t. amoyensis), también conocido como tigre de Amoy, o de Xiamen, es la subespecie de tigre más amenazada de todas, y se enfrenta a su casi inminente extinción. Es una de las subespecies más pequeñas de Panthera tigris; los machos tienen un peso de 130-175 kg. y las hembras, considerablemente más pequeñas, suelen pesar unos 100-115 kg. El último tigre del sur de China salvaje fue cazado en 1994, y desde entonces, no se han logrado confirmar más avistamientos de tigres salvajes. En 1977, el gobierno chino aprobó la ley que prohibía la caza de tigres en libertad, pero parece haber sido demasiado tarde para salvar a la subespecie. Actualmente quedan solo 59 ejemplares, que descienden de 6 animales capturados, todos ellos viven actualmente en zoológicos chinos. Actualmente se destinan esfuerzos para la reintroducción de estos tigres antes de 2008.

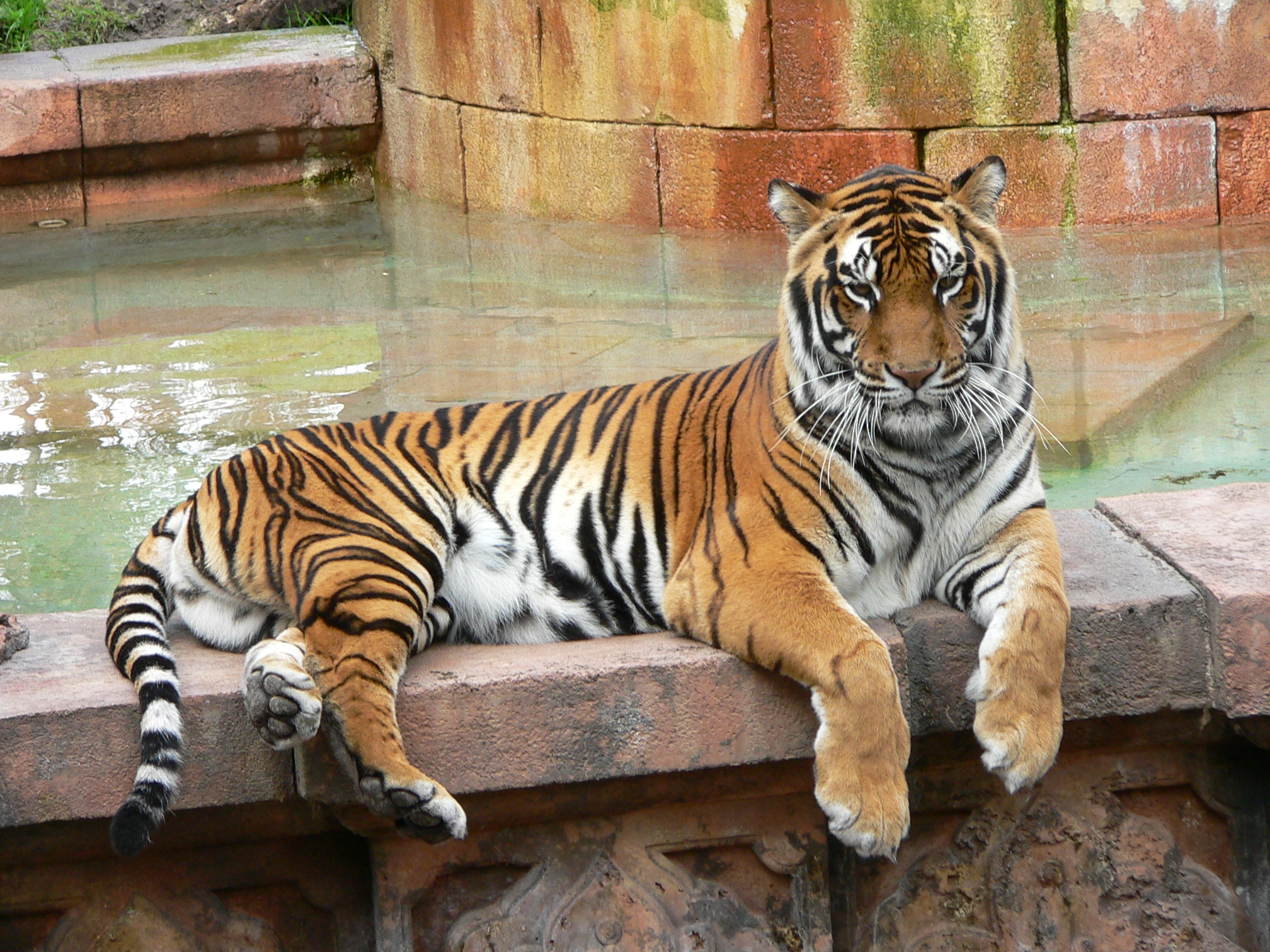
Tigre de Bengala
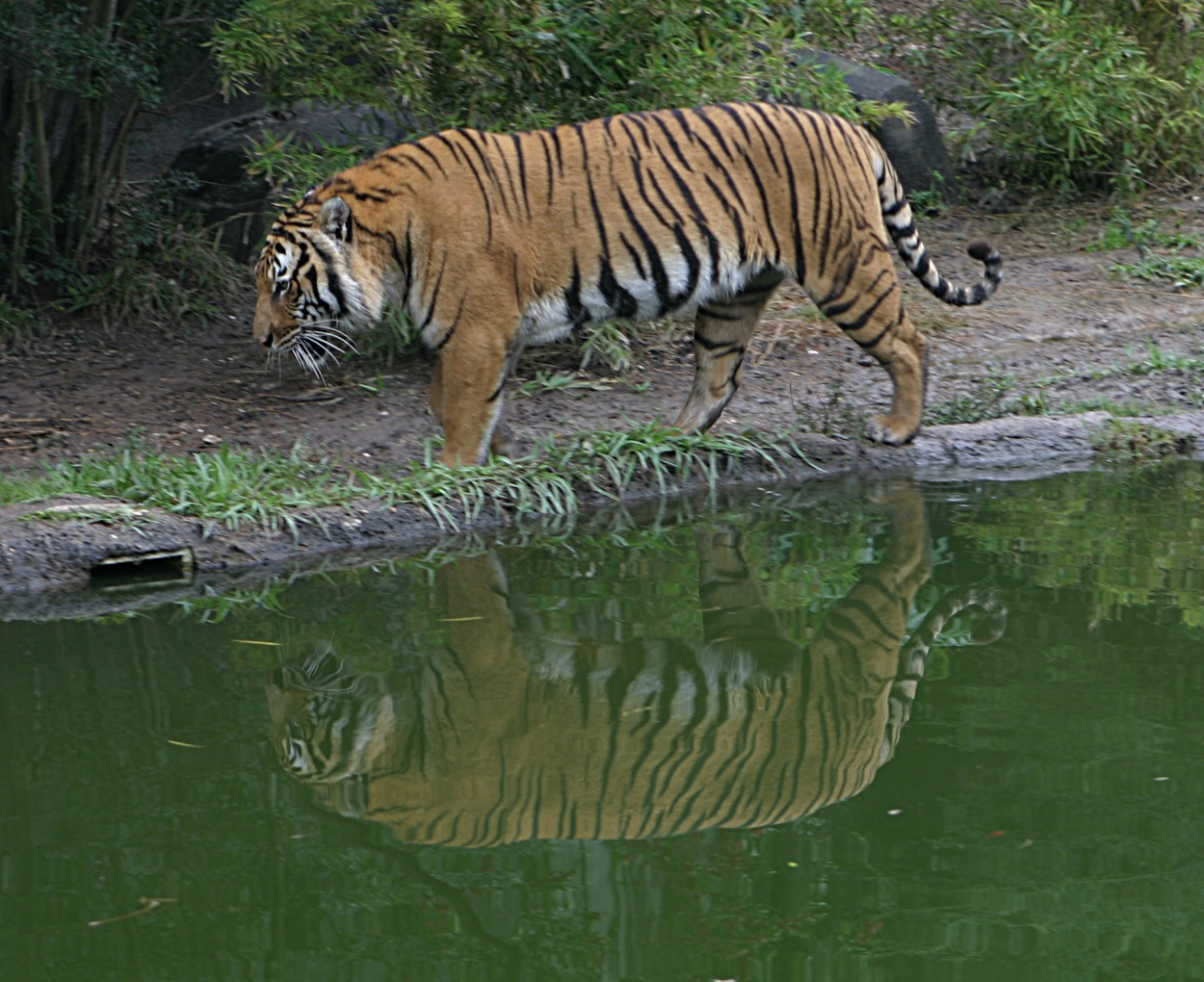
Tigre de Indochina
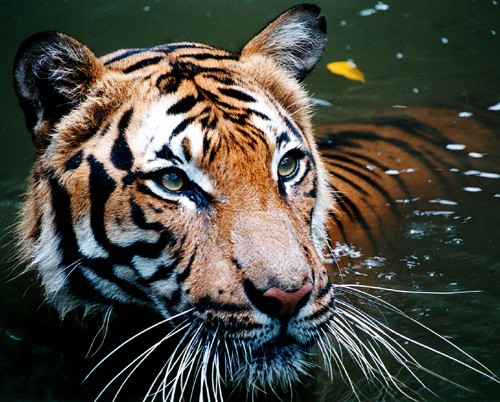
Tigre malayo
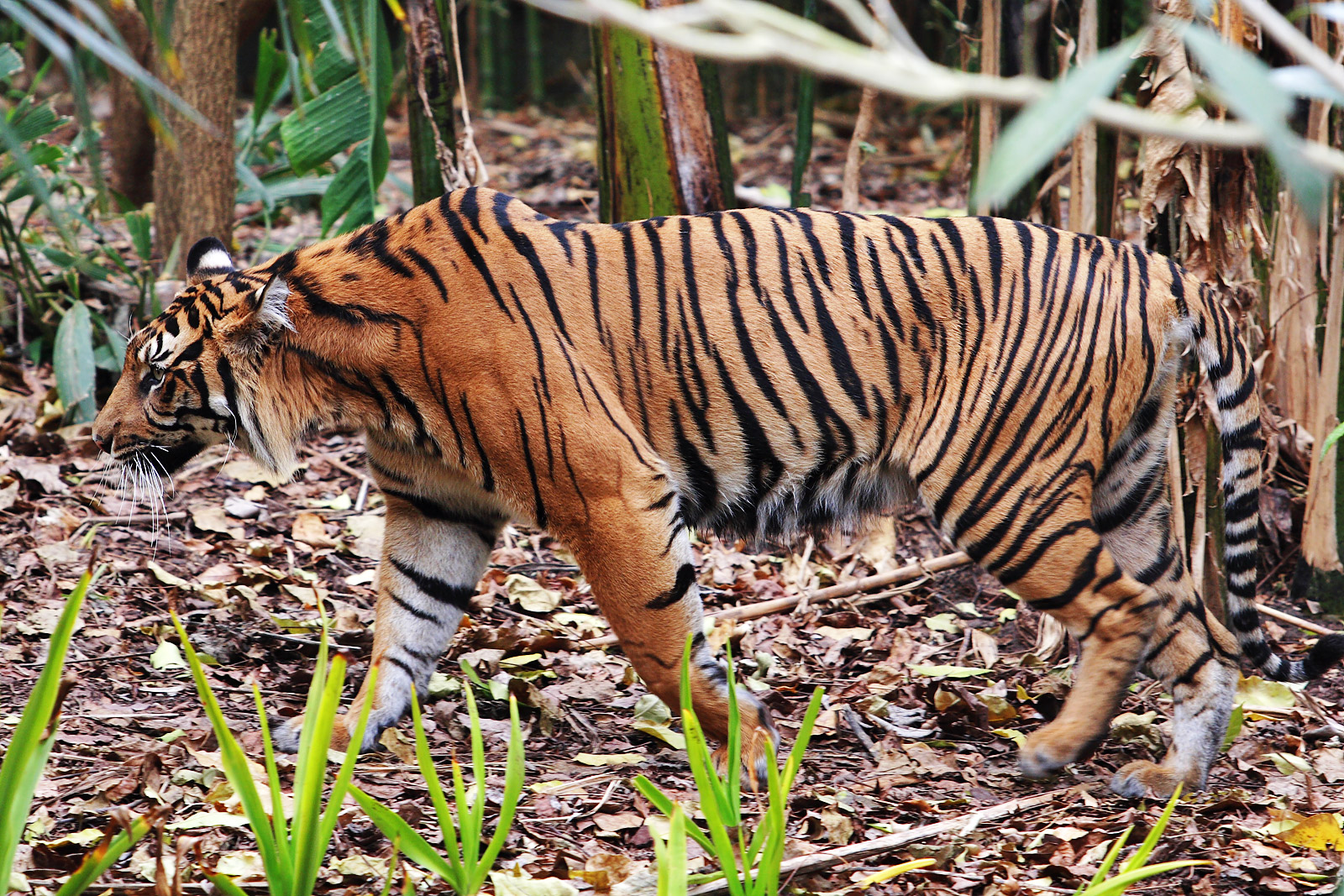
Tigre de Sumatra
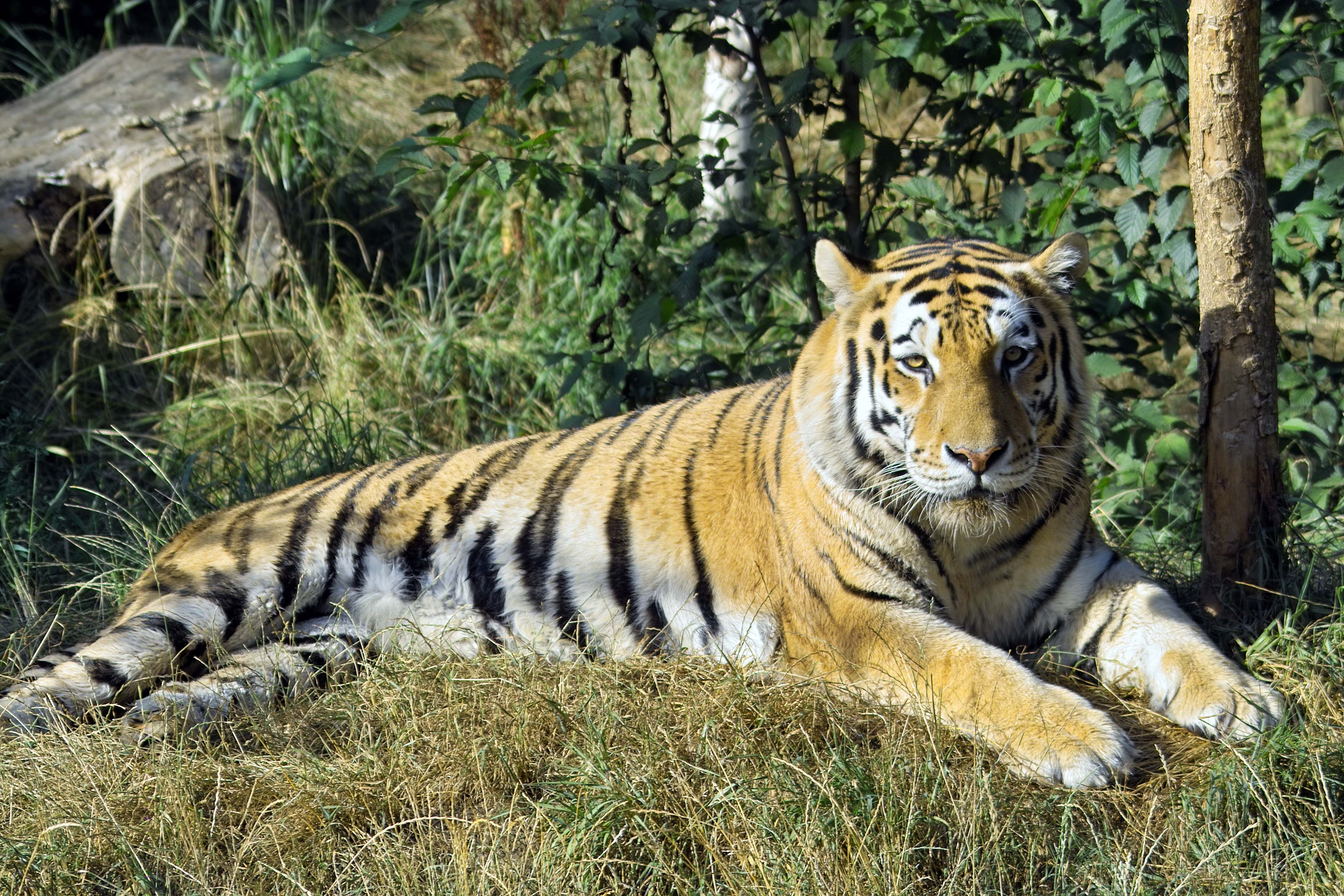
Tigre de Amur
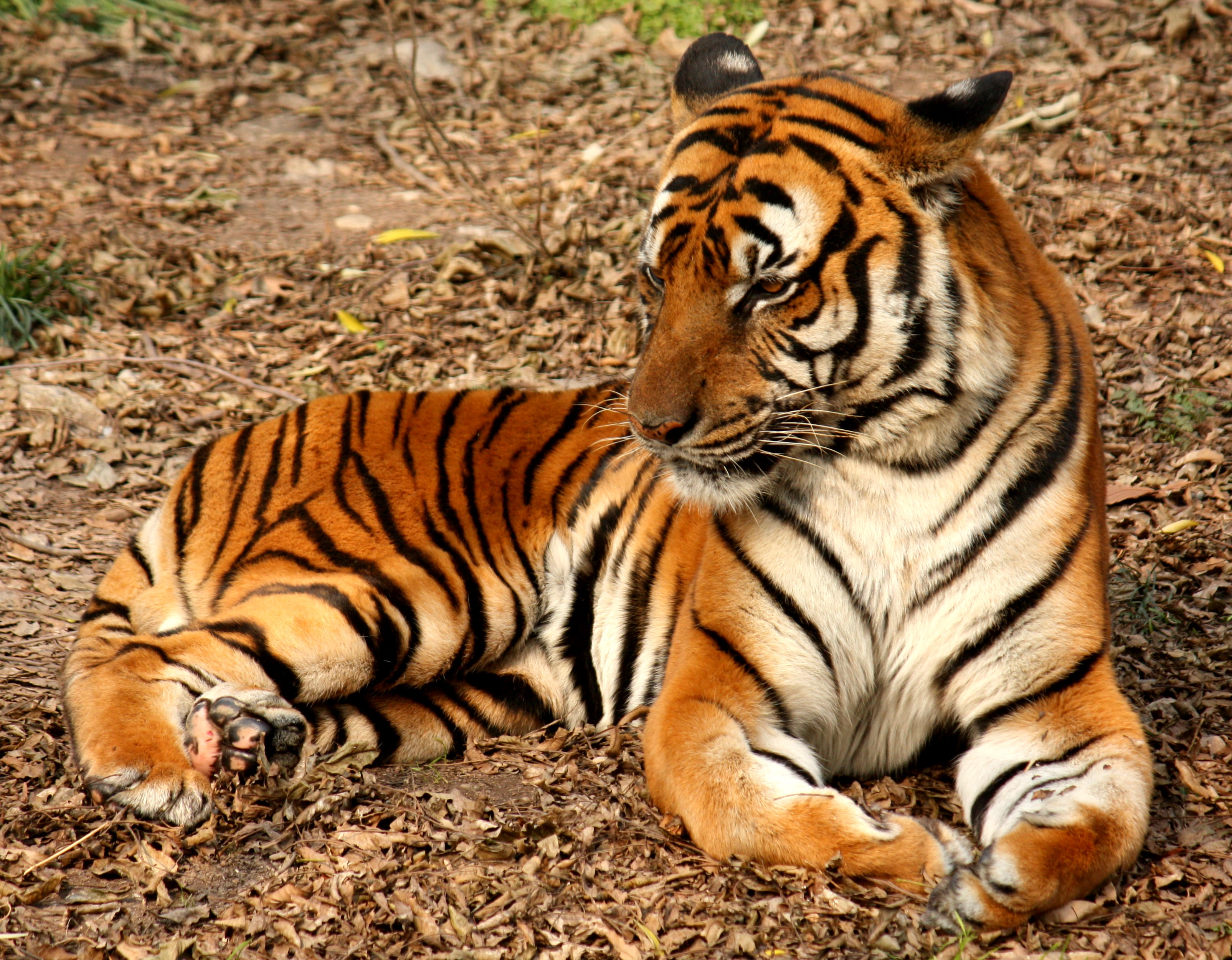
Tigre del sur de China
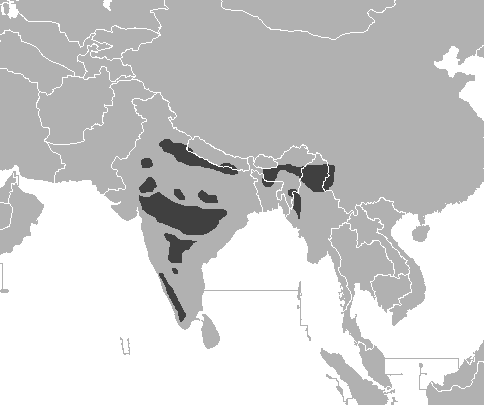
Área de distribución del tigre de Bengala
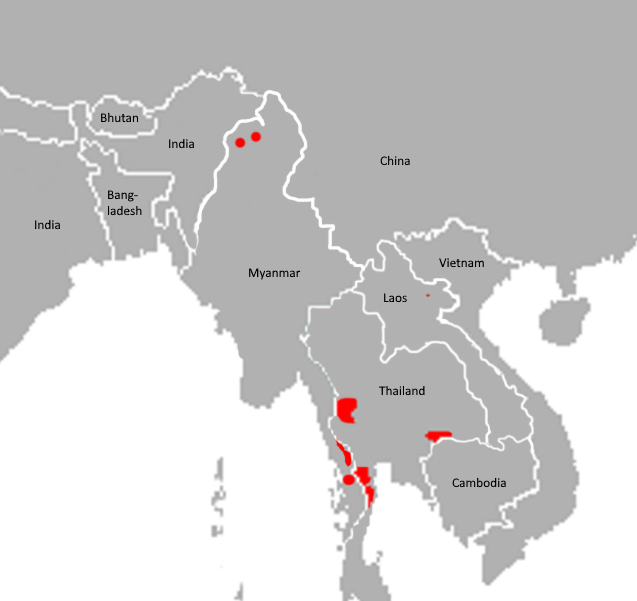
Área de distribución del tigre de Indochina
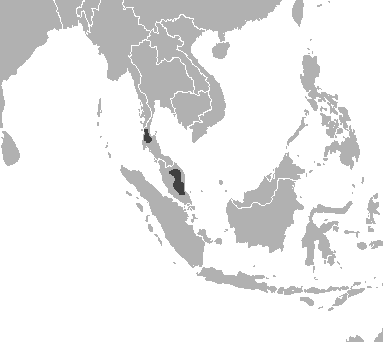
Área de distribución del tigre malayo
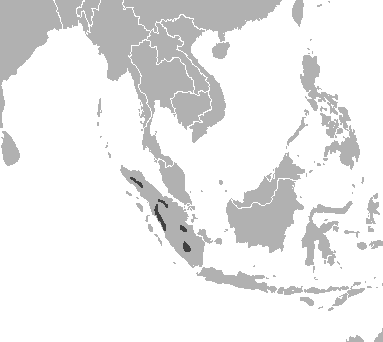
Área de distribución del tigre de Sumatra
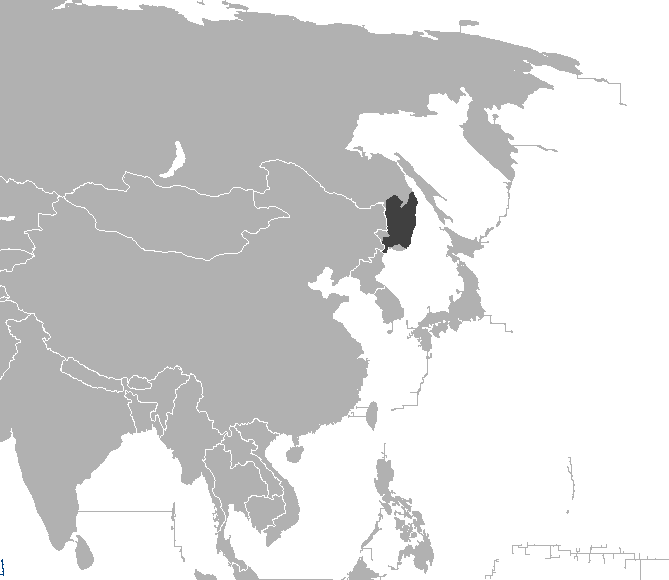
Área de distribución del tigre de Amur
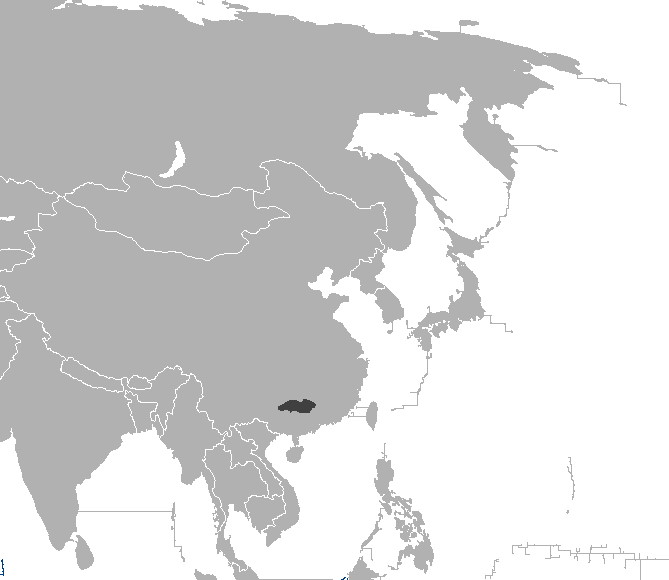
Área de distribución del tigre del sur de China

### Subespecies extintas
Durante el siglo XX se extinguieron otras tres subespecies debido a la caza y al deterioro de su hábitat:
- El tigre de Bali (P. t. balica) existió solamente en la remota isla de Bali. Los tigres balineses fueron buscados y cazados hasta su extinción, el 27 de septiembre de 1937, con una hembra adulta cazada en Sumbar Kima, en el oeste de Bali. El tigre de Bali era la subespecie más pequeña del tigre; con peso máximo de 100 kg. en los machos y 80 en las hembras.
- El tigre de Java (P. t. sondaica) habitó únicamente en la isla de Java. Probablemente, la subespecie se encuentra extinta desde finales de los años 70, como resultado de la caza y la destrucción de su hábitat; sin embargo, su desaparición ya era probable a principios de los años 50 (cuando se pensaba que existían menos de 25 ejemplares en estado salvaje). El último tigre de Java fue avistado en 1979.
- El tigre del Caspio (P. t. virgata) fue el único tigre que habitó en el oeste de Asia, abarcando países como Afganistán, Irán, Irak, Pakistán, Rusia y Turquía. Sufrió una dura campaña de exterminio en la Rusia zarista. El último ejemplar ruso fue abatido en el actual Azerbaiyán en 1923, y la subespecie desapareció definitivamente cuando se cazó al último tigre iraní en 1959. Fue un tigre voluminoso, casi tan grande como el tigre de Bengala, los machos podían alcanzar los 240 kg. Fue una de las dos subespecies de tigre (junto al indio) que, además del león del Atlas y otros animales fueron utilizadas por los romanos para luchar con gladiadores.

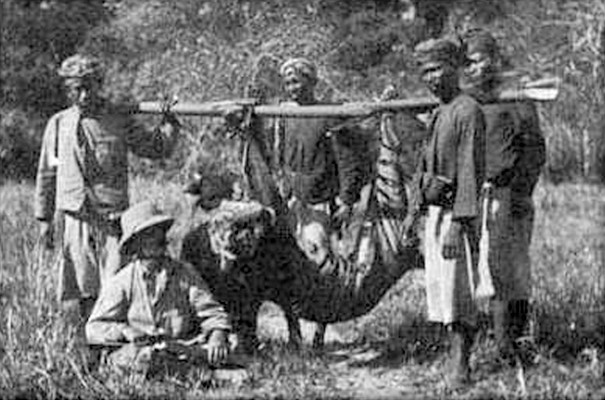
Tigre de Bali
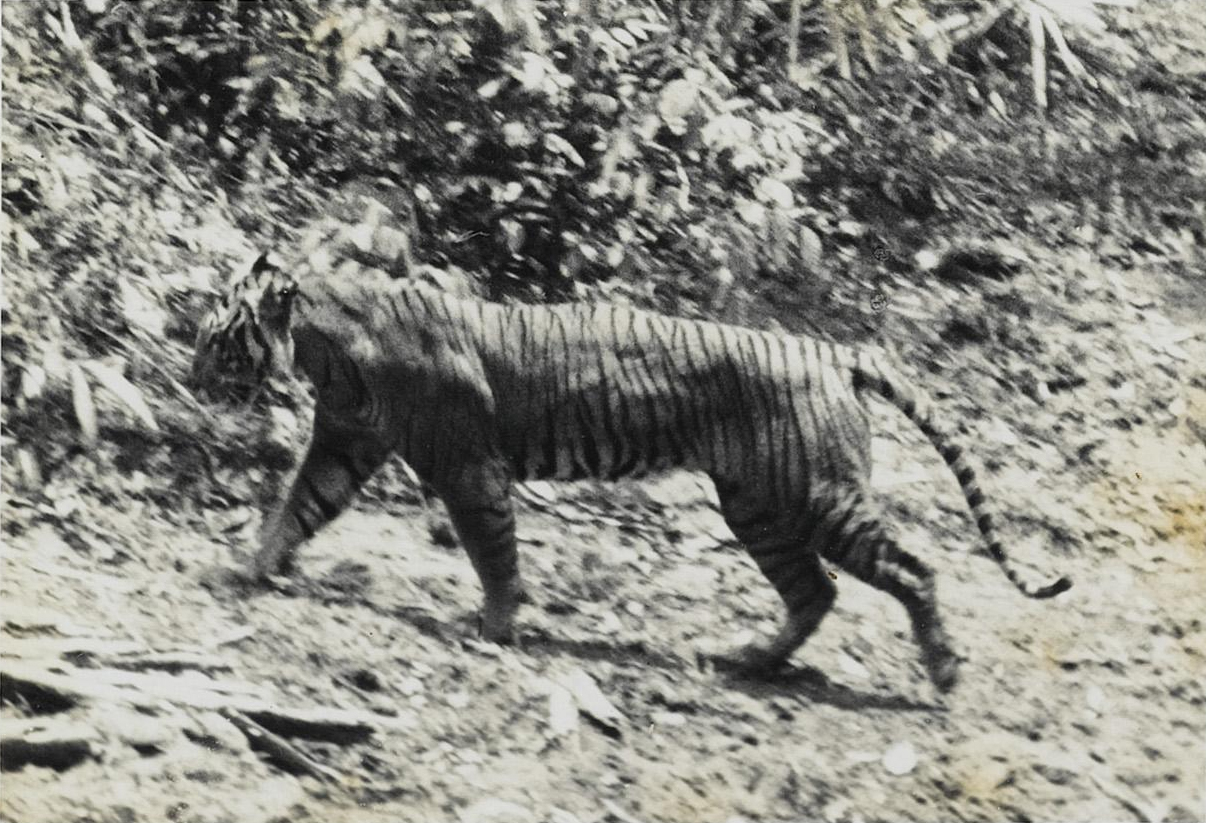
Tigre de Java
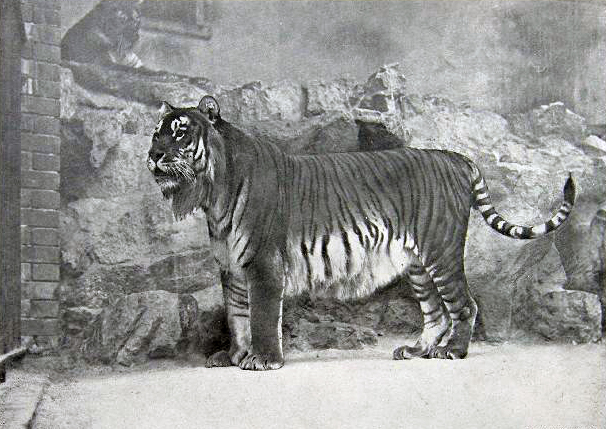
Tigre del Caspio
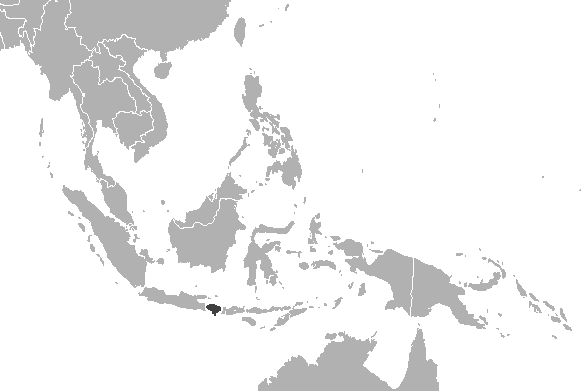
Área de distribución del tigre de Bali
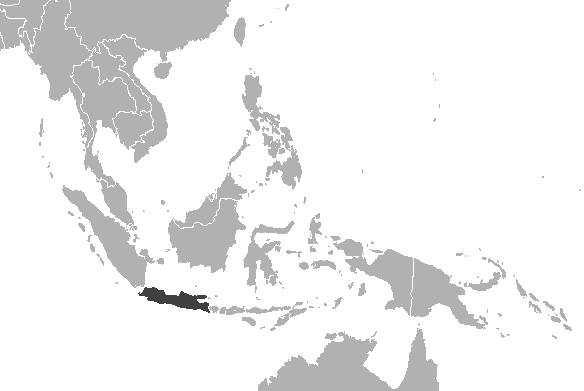
Área de distribución del tigre de Java
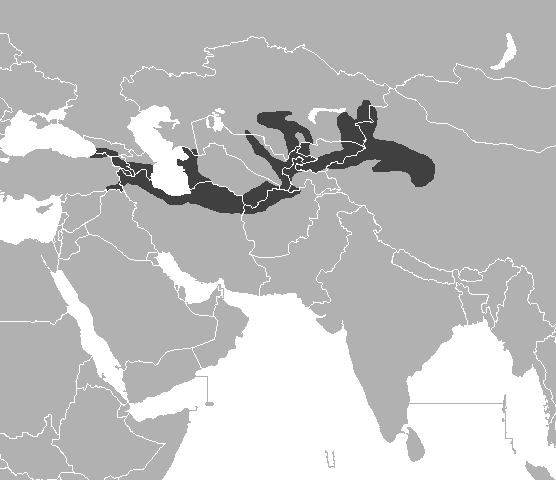
Área de distribución del tigre del Caspio

## Subespecies prehistóricas
- Panthera tigris acutidens: esta subespecie de tigre vivió en Asia durante el periodo Pleistoceno temprano de la era Cenozoica. Sus restos fueron descubiertos principalmente en China en localidades como Yen Ching Kao, Wanhsien y Zhoukoudian (ubicado unos 42 km al suroeste de Pekín). Panthera tigris acutidens tuvo un tamaño similar al de las mayores subespecies modernas de tigre, pero se caracterizaba porque sus metapodiales tenían una constitución mucho más masiva que las de cualquier tigre actual.[38]
- Panthera tigris soloensis: esta subespecie de tigre vivió en lo que hoy se conoce como la región de la Sonda (Indonesia) hace unos 195 000 años. Se conocen únicamente unos siete ejemplares incompletos aunque en buen estado de conservación, que fueron descubiertos en la isla de Java, en los que se incluyen un cráneo completo, dos humeros y un fémur de gran tamaño. Su tamaño era muy similar al del tigre de Bengala,[39] pero algunos especímenes indican la existencia de individuos de mayor tamaño.[38]
- Panthera tigris trinilensis: esta variedad de tigre es conocida por los restos fósiles encontrados en la región de Trinil, Java (de allí su nombre). Este tigre vivió hace entre 1,2 millones y 700 000 años atrás.[40]

## Otras variedades no taxonómicas
Hay variedades de tigre que adquieren características físicas propias sin constituir al grupo en un subespecie. Entre estas variedades se encuentran:
- Los tigres blancos son ejemplares de tigre (Panthera tigris) con una condición genética que casi elimina el pigmento de su coloración normalmente anaranjada, aunque las rayas negras no se ven afectadas. Esto ocurre cuando un tigre hereda dos copias del gen recesivo para la coloración pálida: nariz rosa, ojos color azul hielo, y piel de color blanca crema con rayas negras, grises o de color chocolate. Los tigres blancos no constituyen una subespecie separada y son fértiles con los tigres naranjas, aunque todas las crías resultantes serán heterocigotos por el gen recesivo, y su coloración será naranja. La única excepción sería si el progenitor naranja fuese también un tigre heterocigoto con gen recesivo para coloración pálida, lo que le daría un 50 % de posibilidades de ser doblemente recesivo para blanco o heterocigoto para naranja.
- Un tigre dorado, (o golden tabby, como se le conoce en inglés), es un tigre con una variación de color extremadamente rara, causada por la acción de un gen recesivo. Estos tigres dorados, actualmente solo pueden encontrarse en cautividad. Al igual que el tigre blanco, el tigre dorado se trata de una variación de color y no de una especie diferente. El gen causante de este inusual color es el relacionado con las bandas de la piel, mientras que en los tigres blancos, se trata de un gen inhibidor del color (chinchilla). Actualmente se tiene constancia de poco menos de 30 de estos raros tigres en todo el mundo, aunque muchos más son portadores de este gen recesivo.
- El término de tigre azul o tigre maltés, se refiere a una sospechada mutación del color del pelaje que pudieron tener algunos tigres, principalmente “avistados” en la provincia China de Fujian. Se ha dicho que poseían una piel azulada con rayas de un tono gris oscuro. El término “maltés” proviene de la terminología utilizada para referirse a algunos individuos de gatos domésticos que presentan una piel de color gris azulado. Particularmente en la isla de Malta existe un número considerablemente alto de gatos domésticos con esta característica, lo cual ha podido conllevar a que se utilice este término en referencia a los tigres con tal coloración, sin embargo, estos últimos no tienen relación alguna con dicha isla.

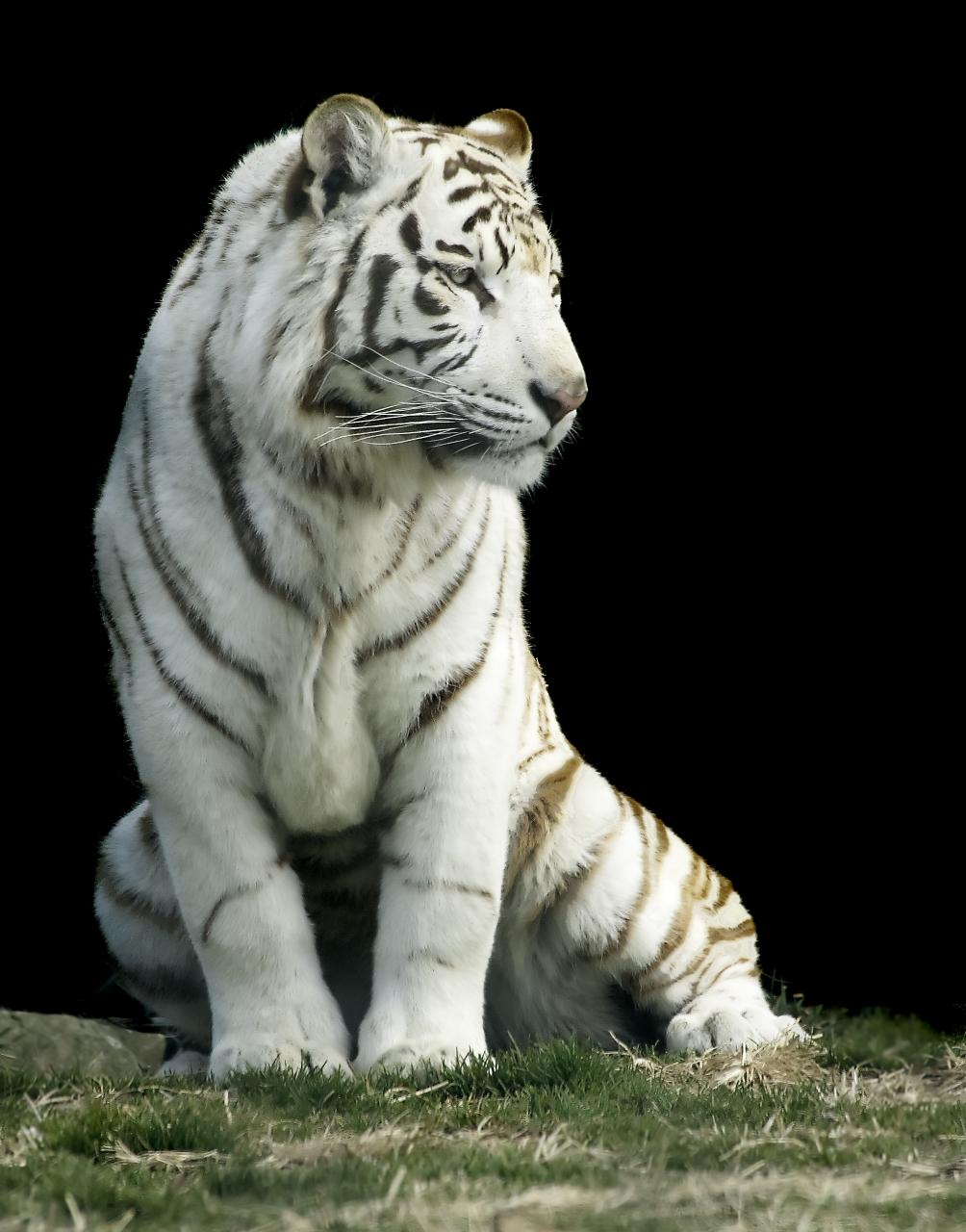
Tigre blanco
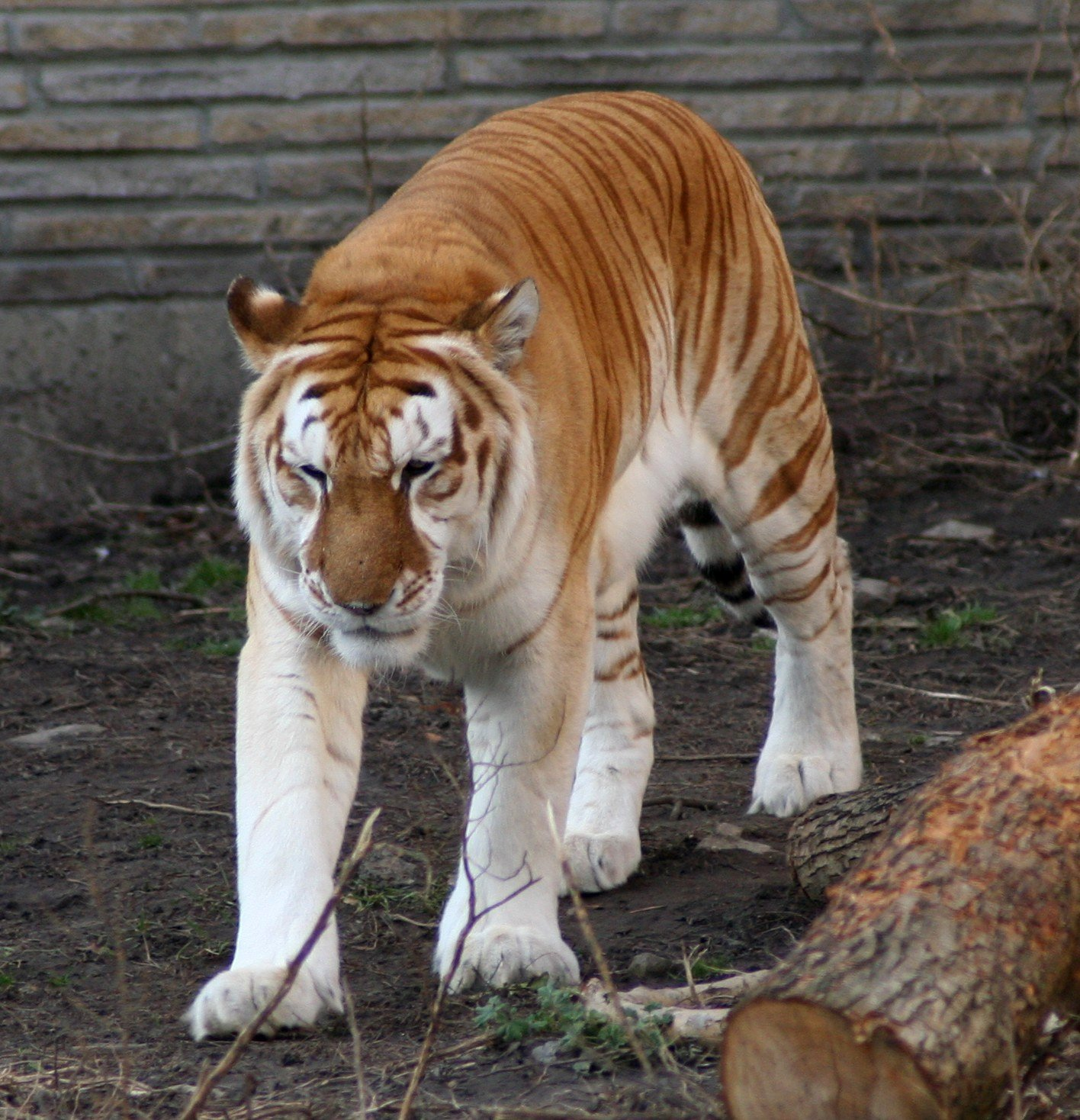
Tigre dorado
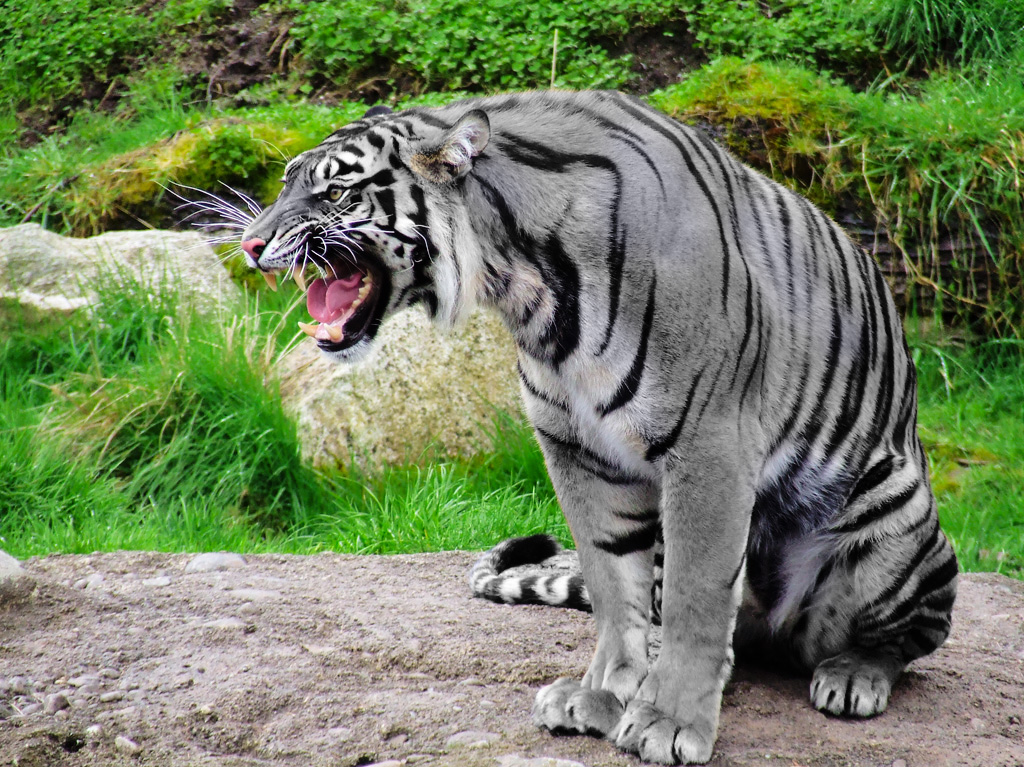
Recreación artística de un tigre azul

## Híbridos
La mayoría de estos híbridos se dan con animales en cautiverio, sin embargo, en estado salvaje también se han dado algunas de estas particularidades.
- Ligre: Es el cruce entre un león macho y una tigresa. Poseen características físicas y del comportamiento de ambos padres. Sin embargo, suelen crecer mucho más que cualquiera de los dos padres. Los ligres machos son estériles, pero los ligres hembra generalmente son fértiles.[cita requerida]
- Tigón: El tigón es menos conocido, y es el resultado del cruce entre un tigre macho y una leona. Los tigones suelen ser relativamente pequeños, pues los machos pesan alrededor de 150 kg, aproximadamente un 20 % más pequeños que un león macho de tamaño medio. Al igual que los ligres, los tigones tienen características físicas y de comportamiento de ambas especies, y los machos también son estériles.

## Tigre como animal nacional
Actualmente el tigre es animal nacional en diversos países de Asia:[cita requerida]
- Bangladés (tigre de Bengala)
- China, junto con el dragón y el panda; el tigre es un símbolo no oficial
- India (tigre de Bengala)
- Malasia
- Nepal (tigre de Bengala)
- Corea del Norte (tigre de Amur)
- Corea del Sur (tigre de Amur)